# 撃墜対被撃墜比率
撃墜対被撃墜比率（げきついたいひげきついひりつ）とは空中戦を行った際に、彼我に発生した損害比率を示す軍事用語。キルレシオ（Kill Ratio）とも言う。

## 概説
航空機の集団同士の戦闘において、撃墜戦果が発生する間の被撃墜による損失発生との割合を表現したものである。A軍が敵のB軍の航空機を10機撃墜する間に、A軍の航空機も5機撃墜された場合、AのBに対する撃墜対被撃墜比率は10：5＝2：1となる。逆にB軍のA軍に対する撃墜対被撃墜比率は1：2である。
撃墜対被撃墜比率は用いられる兵器の性能や数の差だけでなく、戦闘状況などによっても変化するが、自軍が敵に対してどの程度有利もしくは不利であるかを示す具体的指標の一つである。
戦争・紛争においては、両方の当事国における撃墜対被撃墜比率は基本的に一致しない。これは、誤認や重複による過大な撃墜戦果（第二次世界大戦中では、互いに現実の3～4倍の戦果となっている）を報告することが多く、その一方で明確に確認できる自軍の被撃墜数が相対的に少ない比率となるからである。例えば1945年7月25日、滋賀県神崎郡（現・東近江市）付近上空での日本陸軍の五式戦闘機16機とアメリカ海軍のF6Fの18機との航空戦では、日本側は10機撃墜3機撃破、自軍の損害2機と記録し、米軍側は撃墜8、撃墜不確実3、撃破3、自軍の損害を2と記録・報告しているが、実際には互いに2機の撃墜である。大規模な空中戦が行われた場合や、海上など墜落した機体の残骸を後から確認するのが困難な場合など、誤差は大きくなりやすい傾向にある。
また、戦闘機の高性能を主張する場合にも使われることがある。例えば、F-15の撃墜対被撃墜比率は115：0と米国では云われている（シリア軍が2機の撃墜を主張しており、それを算入した場合のキルレシオは115：2である。）。